# Max Lobato
Max Izak Lobato (Paramaribo, 22 april 1901 - Harmelen, 30 april 1988) was een Surinaams politicus.
Zijn vader was onderwijzer en later hoofdonderwijzer van een lagere school en zijn moeder had een pensionaat voor tien tot vijftien kinderen. In 1915 ging hij naar Nederland waar hij, net als zijn oudere zus Betsy Alice Lobato (1898-1978), in Apeldoorn naar de middelbare school ging en bij een gastgezin woonde. Daarna ging hij met een studiebeurs naar de Landbouwhogeschool Wageningen en daarnaast was hij enige tijd penningmeester van de senaat van het Wageningsch Studenten Corps. Na aan de landbouwhogeschool te zijn afgestudeerd kon hij in Suriname geen werk vinden omdat de weinige banen die er zijn naar Nederlanders gingen. Hij ging daarom in Nederlands-Indië werken en in de Tweede Wereldoorlog werd hij daar in een kamp opgesloten. Terug in Suriname was hij van 1955 tot 1958 namens de SDP minister van Landbouw, Veeteelt en Visserij in het kabinet onder leiding van premier Ferrier.
Daarna kwam hij opnieuw naar Nederland waar hij enkele jaren inwoonde bij zijn zus die docente was geworden op een Haagse middelbare school. In 1968 plantte Lobato als oudste voormalig student in Suriname van de Landbouwhogeschool in Wageningen ter gelegenheid van het 50-jarig bestaan van deze opleiding een regenboom op het terrein van het Centrum voor Landbouwkundig Onderzoek in Suriname (CELOS). 
Hij overleed in 1988 op 87-jarige leeftijd in de Nederlandse plaats Harmelen.